# Бер (сленг)
Бер или меда (према енгл. bear) је сленг у ЛГБТ култури који се користи да опише крупног и/или маљавог мушкарца. Временом је од сленга настала бер супкултура која, према Џеку Фришеру, слави мушке секундарне полне карактеристике, као што су маље на телу, маље на лицу, крупно тело и губитак косе. У почетку се користио искључиво за геј или бисексуалне мушкарце, али пробијањем ЛГБТ културе, а нарочито сленгова, у модерно друштво све чешће бива коришћен за опис крупног мушкарца било које сексуалности.
Термин је популаризован након што су Ричард Булџер и његов партнер Крис Нелсон основали Бер магазин (енгл. Bear magazine) 1987. године.
Млади бер се назива кабом или мечетом.